# Arturo Di Napoli
Arturo Di Napoli (* 18. April 1974 in Mailand, Italien) ist ein ehemaliger italienischer Fußballspieler und heutiger -Trainer.

## Karriere
Der Stürmers begann seine Karriere beim damaligen Serie-B-Verein Acireale Calcio. In der Folge spielte er für verschiedenste Vereine in der Serie B und in der Serie A, jedoch war er nur einmal für einen absoluten Topverein aktiv, nämlich für Inter Mailand, jedoch konnte er sich hier nicht durchsetzen, so dass er in der Folge wieder für weniger renommierte Vereine spielte. 

### Als Trainer
Im Juli 2012 startete er seine aktive Trainer-Karriere beim FC Rieti. Im November 2012 löste er seinen Vertrag als Trainer bei Rieti, aus familiären Gründen auf. Im August 2013 wurde er als neuer Trainer des Unione Riccione ernannt, bevor er ein Jahr später den vakanten Chef-Trainer Posten beim Savona 1907 FBC übernahm. Nach seiner Vertragsauflösung im Dezember 2014, wechselte er als Cheftrainer zum maltesischen Verein Vittoriosa Stars. Im August des folgenden Jahres wurde er Trainer in der Serie D, beim ACR Messina, bevor er hier im Februar 2016 sein Vertrag auflöste.